# 2020 CD3
2020 CD3, cunoscut și prin denumirea sa internă C26FED2, este un mic asteroid din apropierea Pământului și un satelit temporar al Pământului. A fost descoperit la Observatorul Mount Lemmon de către astronomii Theodore Pruyne și Kacper Wierzchoś la 15 februarie 2020, ca parte a Mount Lemmon Survey sau Catalina Sky Survey. Descoperirea asteroidului a fost anunțată de Minor Planet Center la 25 februarie 2020, după ce observațiile ulterioare au exclus posibilitatea ca obiectul să fie artificial. Este al doilea satelit temporar al Pământului descoperit in situ, după 2006 RH120, care a fost descoperit în 2006. Pe baza orbitei sale preliminare,  2020 CD3 a fost capturat de Pământ în jurul perioadei 2017-2018 și este de așteptat să rămână pe orbita Pământului până în aprilie 2020.
2020 CD3 are o magnitudine absolută în jurul valorii de 32, ceea ce indică faptul că are dimensiuni foarte mici, cu un diametru de aproximativ 1,9–3,5 metri. Minor Planet Center clasifică  2020 CD3 ca un asteroid Amor de când orbitează dincolo de Pământ, deși JPL Small-Body Database consideră că face parte din grupul de asteroizi Apollo care traversează Pământul.

## Orbită

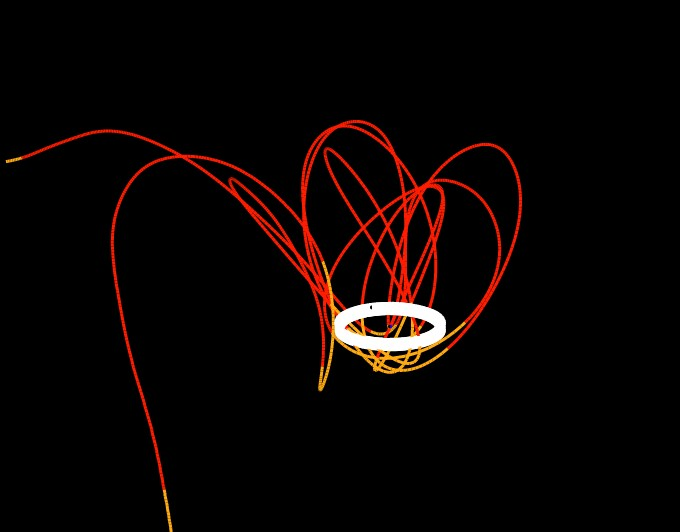
Orbita lui în jurul Pământului. Banda albă este orbita Lunii.

Soluțiile de orbite nominale pentru  2020 CD3 sugerează că a fost capturat de Pământ în jurul anilor 2017-2018 și este de așteptat să părăsească orbita Pământului până în aprilie 2020.